# ビッグ島 (ヌナブト準州・ハドソン海峡)
ビッグ島(Big Island)はヌナブト準州クィキクタアルク地域にある無人島。ハドソン海峡内にあり、バフィン島との間はホワイト海峡で隔てられている。もっとも近いコミュニティ、キミルトまでは28㎞である。
近隣にはエマ島やラビット島がある。
面積は756 km2。クィキクタアルク地域には3つのビッグ島があるが、この島はそのなかでもっとも大きい。